# Cornelius Galle der Ältere

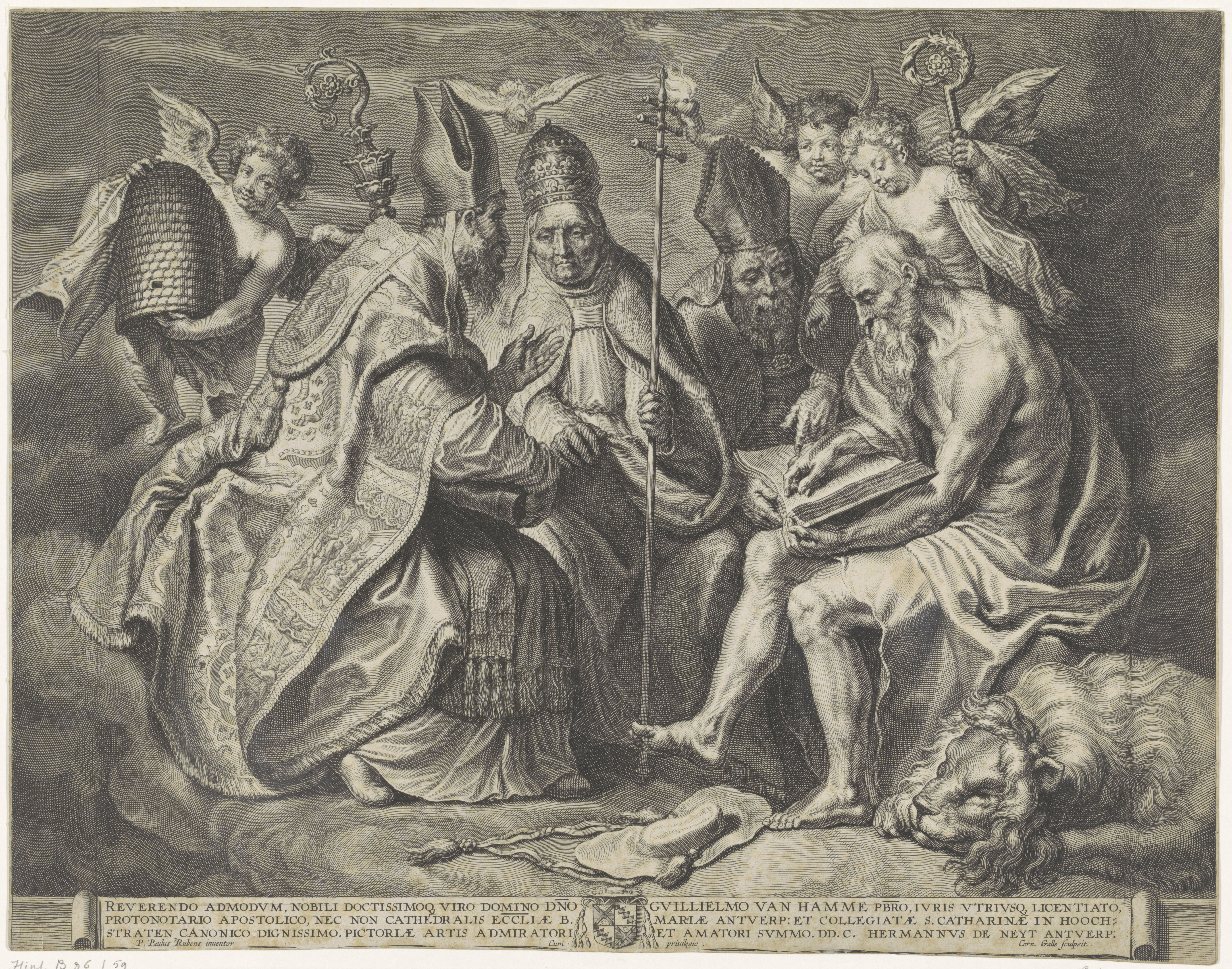
Die vier Kirchenväter, nach Rubens

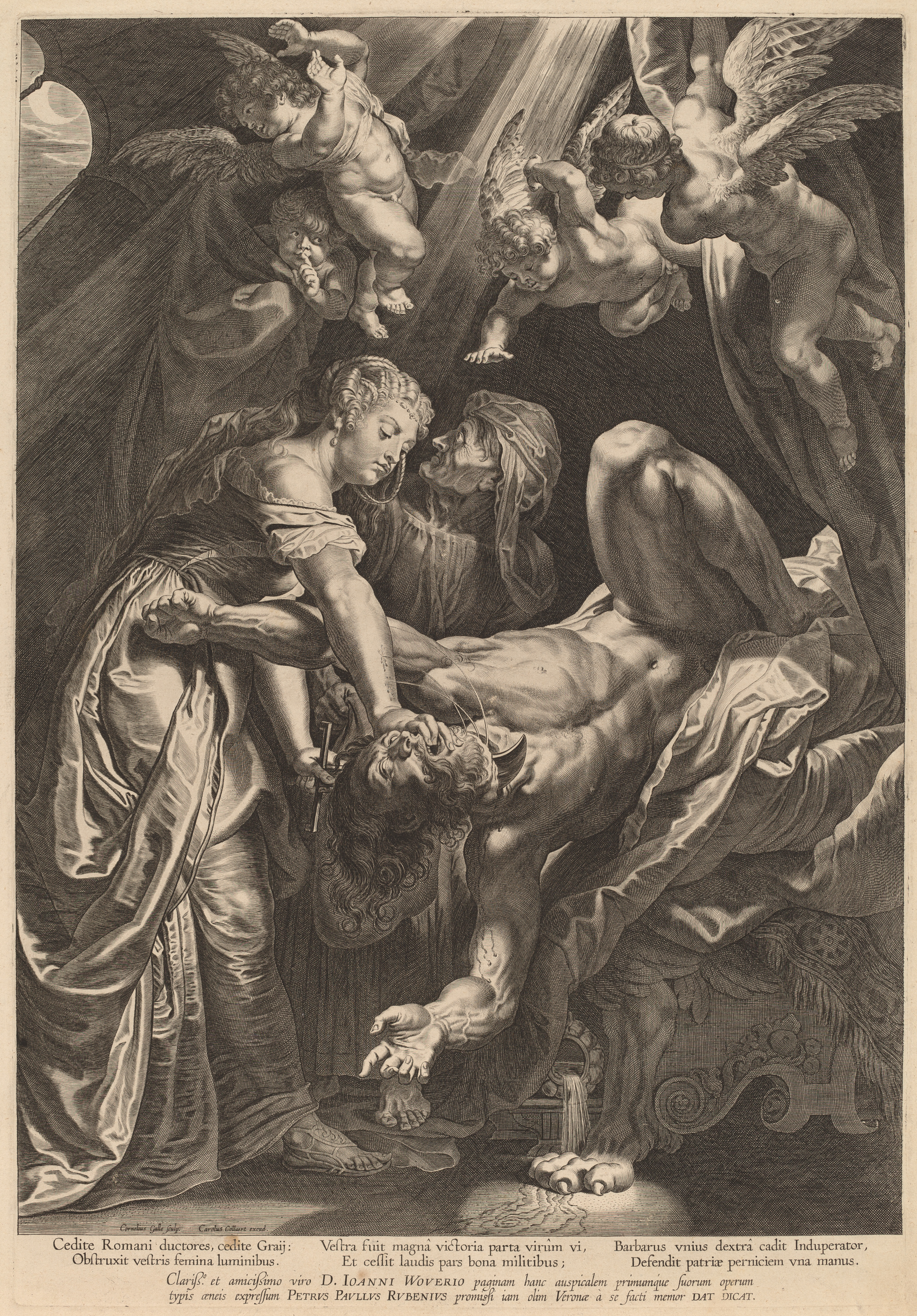
„Judith enthauptet Holofernes“ von Cornelius Galle dem Älteren (etwa 1610; National Gallery of Art)

Cornelius Galle der Ältere (* 1576 in Antwerpen; † 29. März 1650 Antwerpen) war ein niederländischer Zeichner des Barock und das erfolgreichste Mitglied einer Kupferstecherfamilie.

## Leben
Er war ein Sohn von Philipp Galle, Bruder von Theodor Galle und der Vater von Cornelius Galle d. J. Besonders bekannt ist er durch die Vervielfältigung der Bilder von Peter Paul Rubens als Kupferstiche. Von einer Reise nach Rom zusammen mit seinem Bruder Theodor brachte er zahlreiche Stiche nach Raffael, Carracci, Tizian, Guido Reni und anderen mit heim. Er schuf umfangreiche Folientafeln zu Sammelwerken (z. B. „De symbolis heroicis“).